# Любитель-166В
«Люби́тель-166В» — советский среднеформатный двухобъективный зеркальный фотоаппарат. Выпускался на Ленинградском оптико-механическом объединении с 1980 по 1990 год, выпущено 906 248 экз. Упрощённый вариант камеры «Любитель-166», выпуск которой прекращён в 1981 году в связи с нареканиями в работе совмещённого механизма взвода затвора и перемотки фотоплёнки, фактически фотоаппарат «Любитель-2» в новом корпусе.

## Технические характеристики
- Корпус аппарата — пластмассовый. На корпусе видны оставшиеся от «Любителя-166» места для установки деталей счётчика кадров и клавиши спуска затвора.
- Тип применяемого фотоматериала — плёнка типа 120.
- Размер кадра — 6×6 см (12 кадров).
- Перемотка фотоплёнки по цифрам на ракорде рольфильма, на задней стенке камеры смотровое окно со светофильтром красного цвета, предусмотрено закрытие окна светозащитной задвижкой. Ракорд (защитная светонепроницаемая бумага, наложенная на фотоплёнку) имеет ряды цифр, по которым происходит визуальная перемотка. Для разных размеров кадра (6×9, 6×6, 6×4,5 см) — свои ряды цифр.
- Взвод затвора отдельный от перемотки плёнки. Фотографический затвор — центральный междулинзовый, значения выдержек: 1/250, 1/125, 1/60, 1/30, 1/15 и «B». Резьба под спусковой тросик.
- Кабельный синхроконтакт «Х», выдержка синхронизации с фотовспышкой — любая. На некоторых фотоаппаратах также имеется центральный синхроконтакт.
- Съёмочный объектив Триплет «Т-22» 4,5/75, просветлённый, резьба для светофильтров — 40,5×0,5 мм, диафрагмирование объектива от f/4,5 до f/22.
- Объектив видоискателя — однолинзовый 2,8/75, связан шестерёночной передачей со съёмочным объективом, происходит одновременная фокусировка. Объектив видоискателя имеет меньшую глубину резко изображаемого пространства (f/4,5), что позволяет производить более точную фокусировку (от 1,3 м до бесконечности).
- Видоискатель — складывающаяся светозащитная шахта, фокусировочный экран — коллективная линза, в центре которой находится матовый круг, откидная лупа для облегчения фокусировки. В передней стенке шахты окрывающееся окно, превращающее шахту в рамочный видоискатель. Поле зрения видоискателя — 53×53 мм.
- Механический автоспуск.
- Резьба штативного гнезда — 1/4 дюйма.

## Галерея

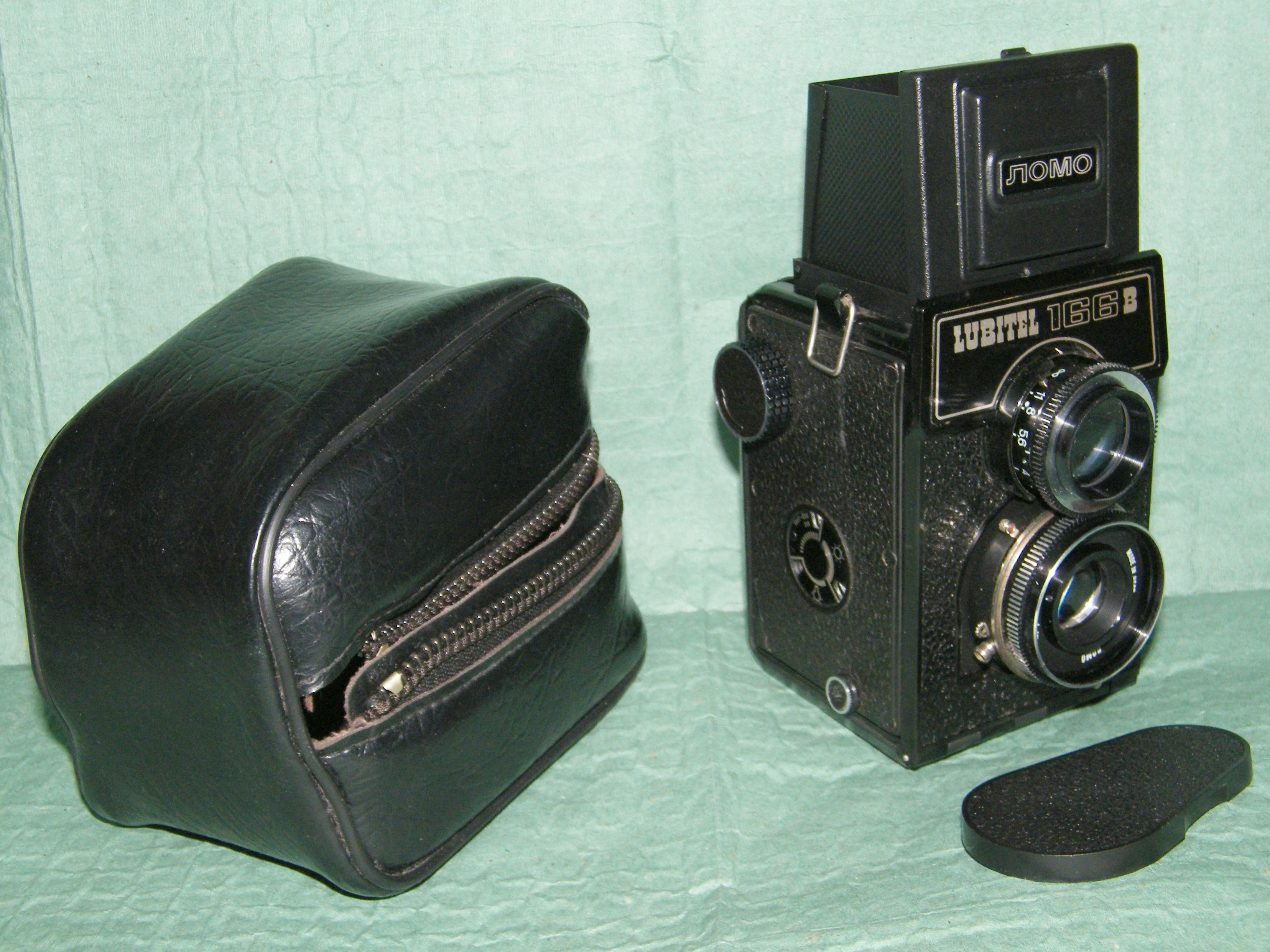
«Любитель-166В» и футляр
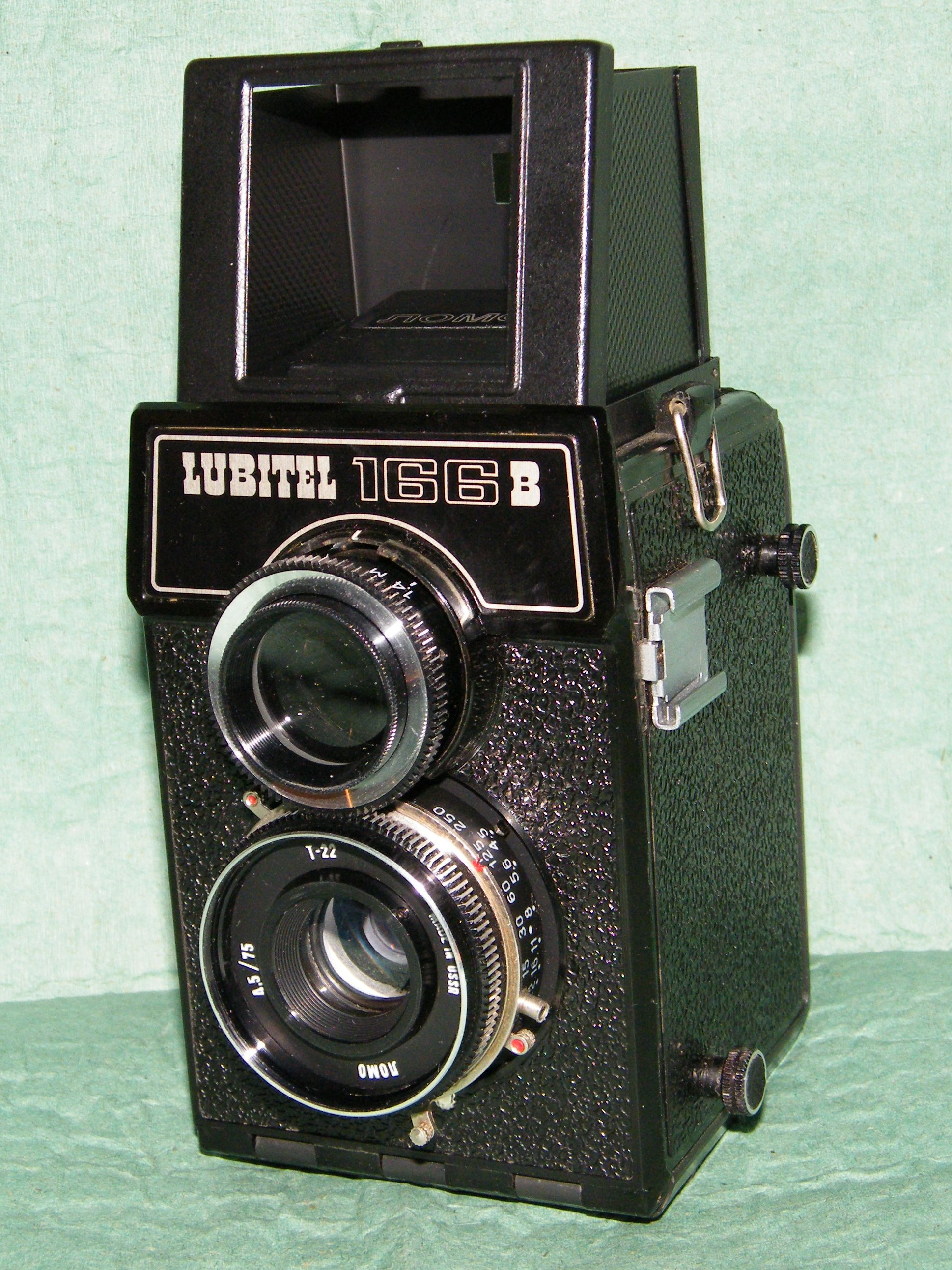
Шахта может быть трансформирована в рамочный видоискатель
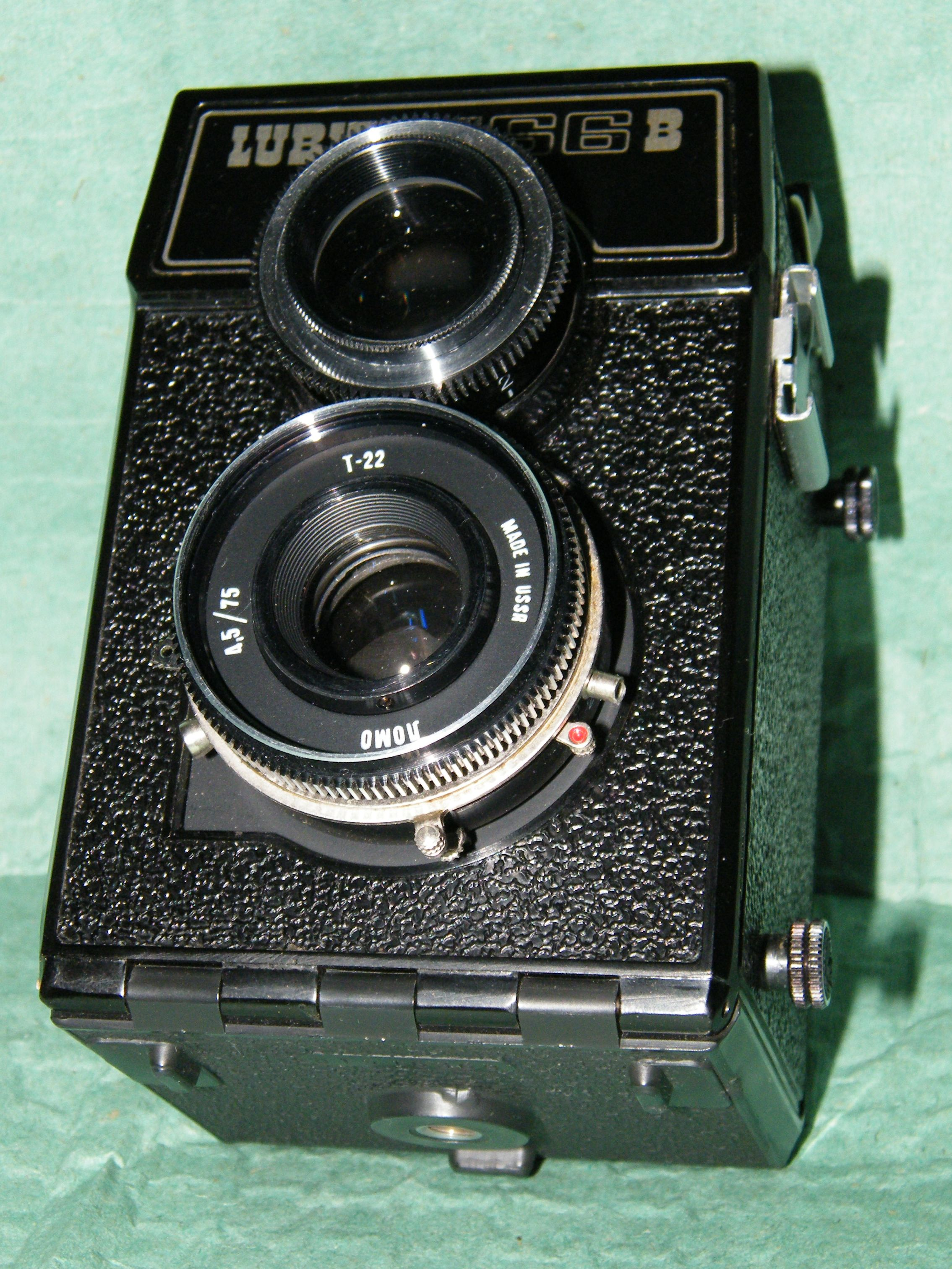
Вид снизу на оправу объектива
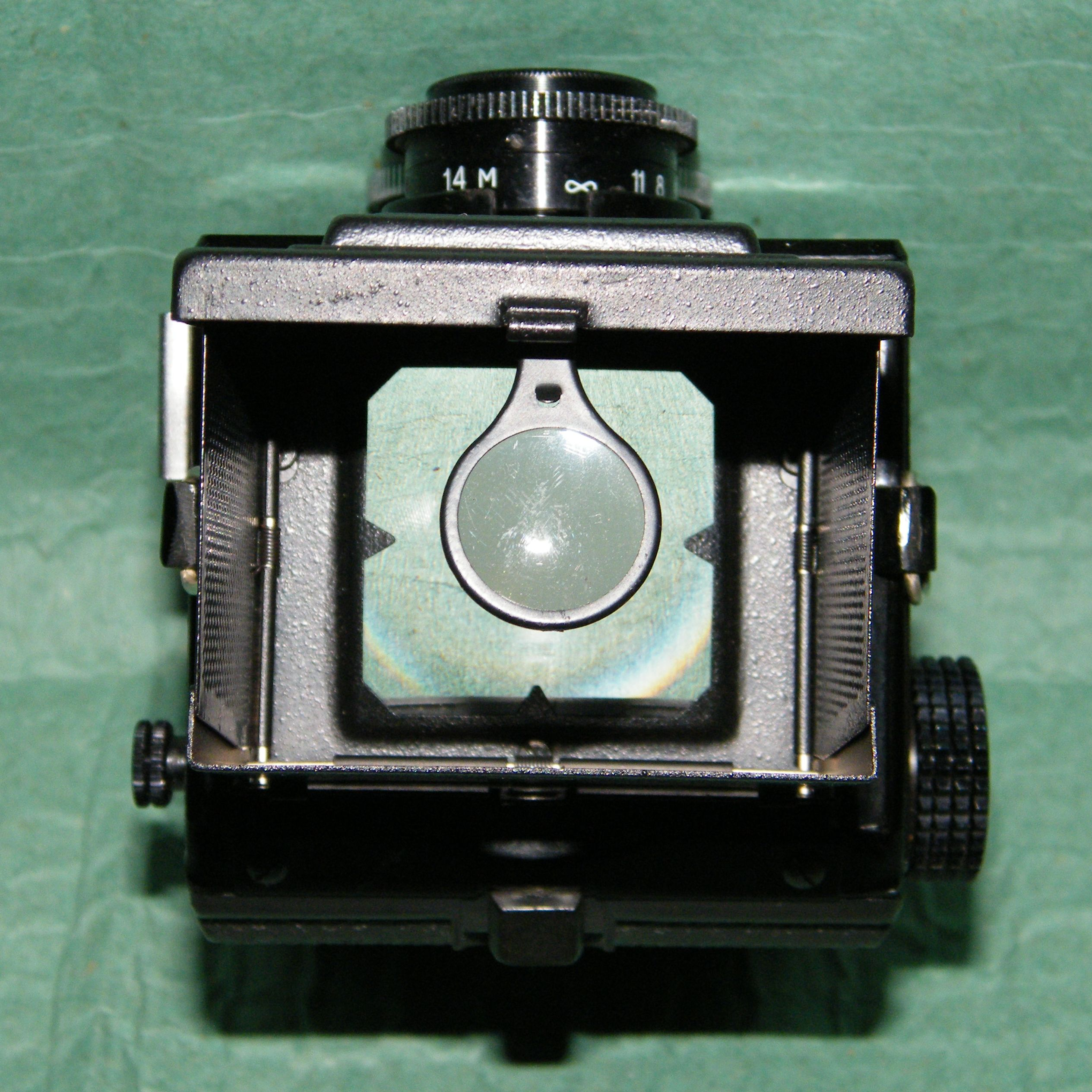
Шахта видоискателя с откинутой лупой
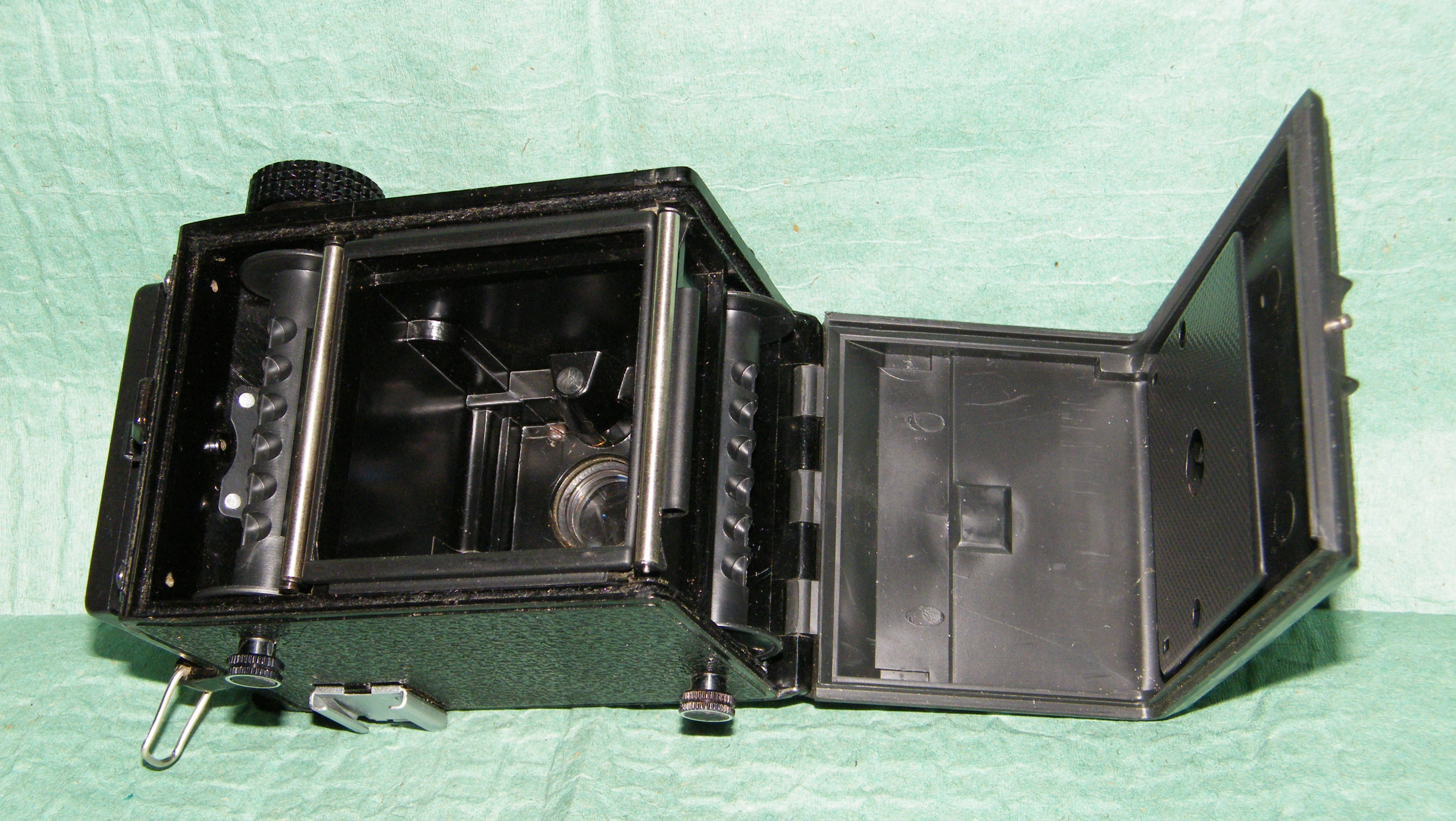
Фотоаппарат подготовлен к зарядке плёнкой

## «Любитель-166 универсал» («Любитель-166 У»)
С 1983 года началось производство камеры «Любитель-166 универсал», с возможностью делать снимки не только форматом 6×6, но и 4,5×6 см.